# Diecezja pjongjańska
Diecezja pjongjańska (łac. Dioecesis Pyeongyangensis, kor. 천주교 평양교구) – rzymskokatolicka diecezja w Korei Północnej, Siedziba biskupa znajduje się w katedrze Changchung w Pjongjangu. Jest sufraganią archidiecezji seulskiej. Obecnie z powodu antyklerykalnej polityki komunistycznych władz tego państwa diecezja nie prowadzi żadnej oficjalnej działalności a Kościół katolicki jest tam prześladowany.
W archidiecezji seulskiej działa stowarzyszenie księży diecezji pjongjańskiej, do której należy 30 duchownych. 20 z nich urodziło się na Północy, a 10 ma rodziców stamtąd przybyłych. W seulskim seminarium kształci się 5 kleryków, którzy po formacji i święceniach zostaną zaliczeni do duchowieństwa diecezji pjongjańskiej. Księża ci przygotowują się do pracy na Północy w wypadku zezwolenia na działalność Kościoła przez tamtejsze władze.

## Historia
17 marca 1927 papież Pius XI utworzył prefekturę apostolską Pjongjangu. 11 lipca 1939 podniesiono ją do rangi wikariatu apostolskiego, a 10 marca 1962 do rangi diecezji.

## Ordynariusze

### Prefekci apostolscy
- 1927–1929 – ks. Patrick James Byrne MM
- 1930–1936 – ks. John Edward Morris MM
- 1936–1938 – ks. William R. Booth

### Wikariusze apostolscy
- 1939–1942 – bp William Francis O’Shea MM
- 1944–1962 – bp Francis Hong Yong-ho

### Biskupi
- 1962–? – bp Francis Hong Yong-ho
- ? - nadal – sede vacante
  - 1975–1998 – kard. Stephen Kim Sou-hwan (administrator apostolski, arcybiskup seulski)
  - 1998–2012 – kard. Nicholas Cheong Jin-Suk (administrator apostolski, arcybiskup seulski)
  - 2012–2021 – kard. Andrew Yeom Soo-jung (administrator apostolski, arcybiskup seulski)
  - od 2021 – abp. Peter Chung Soon-taek (administrator apostolski, arcybiskup seulski)

## Główne świątynie
- Katedra Changchung w Pjongjangu